# Baza (przestrzeń liniowa)
Baza – pojęcie będące przeniesieniem oraz rozwinięciem idei układu współrzędnych kartezjańskich w przestrzeniach euklidesowych na abstrakcyjne przestrzenie liniowe.  
Uwaga: Bazy w nieskończenie wymiarowych przestrzeniach liniowych nazywane są czasami bazami Hamela (jest to częsty zwyczaj w analizie funkcjonalnej). Z drugiej strony niektórzy matematycy rezerwują nazwę baza Hamela dla dowolnej bazy przestrzeni liczb rzeczywistych jako przestrzeni liniowej nad ciałem liczb wymiernych.

## Definicja
Niech {\displaystyle V} będzie przestrzenią wektorową. Zbiór wektorów {\displaystyle B\subseteq V} nazywany jest bazą przestrzeni {\displaystyle V,} gdy
- jest on liniowo niezależny[2],
- generuje on przestrzeń {\displaystyle V,} tj. każdy wektor z przestrzeni {\displaystyle V} może być zapisany jako kombinacja liniowa wektorów ze zbioru {\displaystyle B}[3].

Uwaga: W analizie funkcjonalnej przestrzeni Hilberta używa się pojęcia bazy ortonormalnej. Nie jest szczególny przypadek "bazy" w sensie poniższego artykułu, a bazy Schaudera. Pojęcie bazy z algebry liniowej, przedstawione tutaj zakłada, że każdy wektor przestrzeni wektorowej daje się jednoznacznie przedstawić jako kombinacja liniowa skończonej ilości wektorów z bazy. W definicji bazy ortogonalnej stosowanej zwykle w teorii przestrzeni Hilberta w analizie funkcjonalnej warunek ten jest osłabiony poprzez dopuszczenie reprezentacji dowolnego wektora jako przeliczalną kombinację liniową wektorów z bazy ortogonalnej.  W przestrzeniach skończenie wymiarowych "baza złożona z wektorów ortogonalnych" i "baza ortogonalna" są tożsame. W przeszeniach nieskończnie wymiarowych pojęcia te nigdy nie są tożsame.

## Twierdzenie o warunkach równoważnych na bazę przestrzeni wektorowej
Niech {\displaystyle \mathbb {V} } będzie przestrzenią wektorową. Niech wektory {\displaystyle x_{1},\dots ,x_{n}} należą do tej przestrzeni.
Następujące warunki są równoważne:
1. {\displaystyle x_{1},\dots ,x_{n}} to baza przestrzeni {\displaystyle \mathbb {V} ;}
2. {\displaystyle \forall _{y\in \mathbb {V} }\ y} ma jednoznaczne przedstawienie jako kombinacja liniowa wektorów {\displaystyle x_{1},\dots ,x_{n};}
3. {\displaystyle x_{1},\dots ,x_{n}} to minimalny układ wektorów generujących {\displaystyle \mathbb {V} ;}
4. {\displaystyle x_{1},\dots ,x_{n}} to maksymalny układ liniowo niezależny[5].

### Dowód[6]
Aby udowodnić twierdzenie, wystarczy pokazać, że z warunku 1 wynika 2, z 2 wynika 3, z 3 wynika 4 i z 4 wynika 1.

#### 1 ⇒ 2
Przeprowadźmy dowód nie wprost. Załóżmy prawdziwość 1 i postawmy hipotezę, że przedstawienie pewnego wektora jako kombinacji liniowej wektorów bazy nie musi być jednoznaczne. Zatem istnieje {\displaystyle y_{0},} taki że:
{\displaystyle y_{0}=\xi _{1}x_{1}+\ldots +\xi _{n}x_{n},}
{\displaystyle y_{0}=\Phi _{1}x_{1}+\ldots +\Phi _{n}x_{n}.}
Zatem odejmując powyższe równania stronami i grupując współczynniki, korzystając z własności przestrzeni wektorowej, otrzymamy, że:
{\displaystyle 0=y_{0}-y_{0}=(\xi _{1}-\Phi _{1})x_{1}+\ldots (\xi _{n}-\Phi _{n})x_{n}.}
Stąd jasno wynika, że {\displaystyle \xi _{1}=\Phi _{1},\dots ,\xi _{n}=\Phi _{n}} (ponieważ układ {\displaystyle x_{1},\dots ,x_{n}} jest liniowo niezależny z definicji bazy), co doprowadza do sprzeczności.

#### 2 ⇒ 3
Przeprowadźmy dowód nie wprost. Załóżmy prawdziwość 2 i postawmy hipotezę, że istnieje mniejszy układ wektorów, który generuje przestrzeń i oznaczmy go: {\displaystyle x_{1},\dots ,x_{n-1}.}
Skoro jest to układ generujący całą przestrzeń, to dowolny wektor tej przestrzeni może być zapisany jako kombinacja liniowa wektorów bazy. W szczególności:
{\displaystyle x_{n}=\lambda _{1}x_{1}+\ldots +\lambda _{n-1}x_{n-1}+0\cdot x_{n}.}
Możemy jednak również wektor {\displaystyle x_{n}} zapisać jako:
{\displaystyle x_{n}=0\cdot x_{1}+\ldots +0\cdot x_{n-1}+1\cdot x_{n}.}
Zauważmy jednak, że {\displaystyle 0\neq 1.} Zatem wektor {\displaystyle x_{n}} został przedstawiony na 2 sposoby jako kombinacja wektorów {\displaystyle x_{1},\dots ,x_{n},} co stoi w sprzeczności z jednoznacznością przedstawienia wektora {\displaystyle x_{n}.}

#### 3 ⇒ 4
Przeprowadźmy dowód nie wprost. Załóżmy prawdziwość 3 i postawmy hipotezę, że układ {\displaystyle x_{1},\dots ,x_{n}} jest liniowo zależny.
Dla ustalenia uwagi przyjmijmy, że {\displaystyle x_{1}=\beta _{2}x_{2}+\ldots +\beta _{n}x_{n}.}
Weźmy dowolny wektor {\displaystyle y\in \mathbb {V} .} Wtedy:
{\displaystyle y=\alpha _{1}x_{1}+\ldots +\alpha _{n}x_{n}=\alpha _{1}(\beta _{2}x_{2}+\ldots +\beta _{n}x_{n})+\alpha _{2}x_{2}+\ldots +\alpha _{n}x_{n}=(\alpha _{1}\beta _{2}+\alpha _{2})x_{2}+\ldots +(\alpha _{1}\beta _{n}+\alpha _{n})x_{n}.}
Zatem otrzymaliśmy mniejszy układ generujący od {\displaystyle x_{1},\dots ,x_{n}} co jest sprzeczne z 3. Stąd wynika, że minimalny układ generujący przestrzeń jest liniowo niezależny. Trzeba jeszcze wykazać jego maksymalność.
Przeprowadźmy dowód nie wprost. Postawmy hipotezę, że istnieje większy układ liniowo niezależny. Ustalmy, że układ {\displaystyle v,x_{1},\dots ,x_{n}} jest liniowo niezależny. Ponieważ układ {\displaystyle x_{1},\dots ,x_{n}} generuje całą przestrzeń {\displaystyle \mathbb {V} } oraz {\displaystyle v\in \mathbb {V} ,} to:
{\displaystyle v=\zeta _{1}x_{1}+\ldots +\zeta _{n}x_{n}.}
Stąd wynika, że:
{\displaystyle 1\cdot v-\zeta _{1}x_{1}-\ldots -\zeta _{n}x_{n}=0,}
a to jest sprzeczne z liniową niezależnością układu {\displaystyle v,x_{1},\dots ,x_{n}.}

#### 4 ⇒ 1
Przeprowadźmy dowód nie wprost. Załóżmy prawdziwość 4 i postawmy hipotezę, że układ {\displaystyle x_{1},\dots ,x_{n}} nie generuje przestrzeni wektorowej {\displaystyle \mathbb {V} .}
Zatem istnieje taki wektor {\displaystyle v,} który nie jest kombinacją liniową wektorów wspomnianego układu.
Rozważmy przypadek:
{\displaystyle \varsigma v+\varsigma _{1}x_{1}+\ldots +\varsigma _{n}x_{n}=0.}
Gdyby {\displaystyle \varsigma \neq 0,} to {\displaystyle v} byłby kombinacją liniową pozostałych wektorów, co jest sprzecznością z hipotezą.
Gdyby {\displaystyle \varsigma =0,} to równanie uprościłoby się do postaci
{\displaystyle \varsigma _{1}x_{1}+\ldots +\varsigma _{n}x_{n}=0,}
co z liniowej niezależności wektorów {\displaystyle x_{1},\dots ,x_{n},} spowoduje, że {\displaystyle \varsigma _{1}=0,\dots ,\varsigma _{n}=0,} a ponieważ {\displaystyle \varsigma =0,} to układ {\displaystyle v,x_{1},\dots ,x_{n}} byłby liniowo niezależny, co jest sprzeczne z 4.

## Definicja ogólna
Baza przestrzeni {\displaystyle \mathbb {V} } to maksymalny, liniowo niezależny, podzbiór wektorów tej przestrzeni, tzn. jeśli nie można do niego dołączyć żadnego wektora przestrzeni {\displaystyle \mathbb {V} } w taki sposób, aby otrzymany zbiór był liniowo niezależny.

## Przykłady
- Zbiór pusty jest bazą jednoelementowej przestrzeni {0}.
- Dany jest zbiór {\displaystyle A=\{(0,1),(1,1),(1,0)\}} wektorów w przestrzeni euklidesowej {\displaystyle \mathbf {R} ^{2}.} Wektor {\displaystyle (1,1)} można przedstawić jako:

{\displaystyle (1,1)=1\cdot (1,0)+1\cdot (0,1).}
Wynika stąd, że {\displaystyle A} nie jest bazą przestrzeni {\displaystyle \mathbf {R} ^{2}.}
Z drugiej strony, niech {\displaystyle B=\{(1,1),(1,0)\}} i niech {\displaystyle (x,y)} będzie dowolnym wektorem {\displaystyle \mathbf {R} ^{2}.} Szukając przedstawienia wektora {\displaystyle (x,y)} jako kombinacji liniowej wektorów zbioru {\displaystyle B,} mamy:
{\displaystyle (x,y)=\alpha \cdot (1,1)+\beta \cdot (1,0)=(\alpha +\beta ,\alpha )} skąd {\displaystyle \alpha =y} i {\displaystyle \beta =x-y.}
Zatem przedstawienie wektora {\displaystyle (x,y)} jako kombinacji liniowej elementów zbioru {\displaystyle B} jest jednoznaczne, co oznacza, że zbiór {\displaystyle B} jest bazą przestrzeni {\displaystyle \mathbf {R} ^{2}.}
- Niech {\displaystyle c_{00}} oznacza przestrzeń liniową złożoną ze wszystkich ciągów o wyrazach rzeczywistych, których co najwyżej skończenie wiele wyrazów jest niezerowych. Wówczas zbiór {\displaystyle B=\{e_{1},e_{2},e_{3},\dots \}} jest bazą przestrzeni {\displaystyle c_{00},} przy czym {\displaystyle e_{n}} jest wektorem, który na {\displaystyle n}-tej współrzędnej przyjmuje wartość 1 oraz 0 na pozostałych.

## Współrzędne wektora w bazie. Funkcjonały stowarzyszone z bazą
Niech {\displaystyle B} będzie bazą przestrzeni liniowej {\displaystyle V.} Ponieważ każdy element {\displaystyle v\in V} może być przedstawiony jednoznacznie w postaci kombinacji liniowej elementów bazy {\displaystyle B,}
{\displaystyle v=f_{1}(x_{1})x_{1}+\ldots +f_{n}(x_{n})x_{n},}
gdzie:
{\displaystyle f_{1}(x_{1}),\dots ,f_{n}(x_{n})\in F} oraz {\displaystyle x_{1},\dots ,x_{n}\in B,} więc dla każdego {\displaystyle x\in B} odwzorowanie {\displaystyle f_{x}\colon V\to F}
{\displaystyle f_{x}(v)} – współczynnik stojący przy {\displaystyle x} w zapisie {\displaystyle v} jako kombinacji liniowej elementów z {\displaystyle B}
jest liniowe (formalnie, {\displaystyle f_{x}(v)=0,} gdy {\displaystyle x} nie pojawia się w zapisie). W szczególności, odwzorowania {\displaystyle f_{x}(x\in B)} są elementami przestrzeni sprzężonej {\displaystyle V^{*}} i nazywane są funkcjonałami stowarzyszonymi z bazą {\displaystyle B.} Funkcjonały te tworzą bazą przestrzeni {\displaystyle V^{*}} wtedy i tylko wtedy, gdy {\displaystyle V} jest skończeniewymiarowa, tj. wtedy i tylko wtedy, gdy {\displaystyle B} jest zbiorem skończonym.

### Przykład
Współrzędnymi wektora {\displaystyle v=(-3,4)} w bazie {\displaystyle B=\{(1,1),(1,0)\}} przestrzeni {\displaystyle V=\mathbf {R} ^{2}} są liczby {\displaystyle f_{(1,1)}(v)=4} oraz {\displaystyle f_{(1,0)}(v)=-7.}

### Ciągłość funkcjonałów stowarzyszonych z bazą w przestrzeniach Banacha
Niech {\displaystyle V} będzie przestrzenią Banacha oraz niech {\displaystyle B} będzie jej bazą (Hamela). W przypadku, gdy {\displaystyle V} jest skończeniewymiarowa, to funkcjonały stowarzyszone z bazą {\displaystyle B} są ciągłe i tworzą bazę przestrzeni {\displaystyle V^{*}.} Gdy {\displaystyle V} jest nieskończeniewymiarowa, to sytuacja zmienia się diametralnie i zachodzi następujące twierdzenie: co najwyżej skończenie wiele spośród funkcjonałów stowarzyszonych z {\displaystyle B} jest ciągłych.
Dowód. Niech {\displaystyle B} będzie bazą nieskończeniewymiarowej przestrzeni Banacha {\displaystyle V.} Wówczas zbiór {\displaystyle B_{0}=\{x\cdot ||x||^{-}1:x\in B\}} też jest bazą oraz funkcjonały stowarzyszone z bazami {\displaystyle B_{0}} i {\displaystyle B} różnią się odpowiednio między sobą tylko o stałą – bez straty ogólności można więc założyć, że każdy wektor z {\displaystyle B} ma normę równą 1. Załóżmy nie wprost, że funkcjonały {\displaystyle f_{x_{n}}} są ciągłe dla pewnego różnowartościowego ciągu {\displaystyle (x_{n})} z {\displaystyle B.} Z zupełności przestrzeni {\displaystyle V} wynika, że suma szeregu
{\displaystyle v=\sum _{k=1}^{\infty }x_{k}2^{-k}}
należy do {\displaystyle V.} Niech {\displaystyle (y_{n})} będzie ciągiem sum częściowych szeregu {\displaystyle v,} tj.
{\displaystyle y_{n}=\sum _{k=1}^{n}x_{k}2^{-k}\;\;(n\in \mathbb {N} ).}
Z ciągłości {\displaystyle f_{x_{n}}} wynika, że
{\displaystyle f_{x_{n}}(v)=f_{x_{n}}(\lim _{n\to \infty }y_{n})=\lim _{n\to \infty }f_{x_{n}}(y_{n})=2^{-n}\;\;(n\in \mathbb {N} )}
co prowadzi do sprzeczności bo {\displaystyle v} ma tylko skończenie wiele niezerowych współczynników w bazie {\displaystyle V,} tj. zbiór {\displaystyle \{f_{x}(v)\colon x\in B\}} jest skończony. □

## Istnienie bazy
Każda przestrzeń liniowa ma bazę. Dowód tego faktu przebiega różnie w zależności od tego, czy w danej przestrzeni istnieje skończony zbiór generujący tę przestrzeń, czy nie. W tym drugim przypadku należy odwołać się do lematu Kuratowskiego-Zorna. Dowód istnienia bazy nie jest konstruktywny, tzn. nie daje żadnego algorytmu na otrzymanie wektorów tworzących bazę.
Każdy zbiór liniowo niezależnych wektorów można uzupełnić tak, by otrzymać bazę przestrzeni (twierdzenie Steinitza). Na odwrót, z każdego zbioru wektorów generującego przestrzeń, można wybrać podzbiór, który jest jej bazą.
Andreas Blass udowodnił w 1984, że powyższe twierdzenie (każda przestrzeń liniowa ma bazę) jest równoważne z aksjomatem wyboru.

## Dowód istnienia bazy
Nietrudno zauważyć, że liniowo niezależny zbiór {\displaystyle A} jest bazą przestrzeni {\displaystyle V} wtedy i tylko wtedy, gdy dodanie do zbioru {\displaystyle A} dowolnego nowego elementu powoduje utratę liniowej niezależności. A zatem baza to element maksymalny rodziny
{\displaystyle Z=\{A\subseteq V\ |\ A\ {\text{jest liniowo niezależny}}\}}
uporządkowanej przez inkluzję. Użyjemy więc Lematu Kuratowskiego-Zorna, aby wykazać istnienie elementu maksymalnego zbioru {\displaystyle Z.} W tym celu wystarczy stwierdzić, że każdy łańcuch jest w {\displaystyle Z} ograniczony z góry. Niech więc {\displaystyle L} będzie łańcuchem w {\displaystyle Z} i niech {\displaystyle B=\bigcup L.} Pokażemy, że zbiór {\displaystyle B} jest liniowo niezależny.
Istotnie, przypuśćmy, że {\displaystyle k_{1}v_{1}+\ldots +k_{n}v_{n}=0,} gdzie {\displaystyle v_{1},\dots ,v_{n}\in B.} Skoro wektory {\displaystyle v_{1},\dots ,v_{n}} należą do łańcucha {\displaystyle L,} to każdy z nich należy do pewnego składnika. Stąd wynika, że {\displaystyle v_{1}\in A_{1},\dots ,v_{n}\in A_{n}} dla pewnych {\displaystyle A_{1},\dots ,A_{n}\in L.} Rodzina zbiorów {\displaystyle \{A_{1},\dots ,A_{n}\}} jest skończona i liniowo uporządkowana przez inkluzję, ma więc element największy. To znaczy, że dla pewnego {\displaystyle i} mamy {\displaystyle v_{1},\dots ,v_{n}\in A_{i},} a przecież zbiór {\displaystyle A_{i}} jest liniowo niezależny. Stąd kombinacja liniowa {\displaystyle k_{1}v_{1}+\ldots +k_{n}v_{n}=0} musi być trywialna i mamy {\displaystyle k_{1}=\ldots =k_{n}=0.}
Ponieważ {\displaystyle B} jest liniowo niezależny, więc {\displaystyle B\in Z,} a przy tym oczywiście {\displaystyle B} zawiera wszystkie elementy {\displaystyle L,} jest więc ograniczeniem górnym naszego łańcucha w zbiorze {\displaystyle Z.} Spełnione jest więc założenie Lematu Kuratowskiego-Zorna i musi istnieć element maksymalny.

## Wymiar przestrzeni liniowej
H. Löwig jako pierwszy udowodnił, że wszystkie bazy danej przestrzeni liniowej są równoliczne (krótszy dowód został podany przez H.E. Laceya). Fakt ten pozwala określić wymiar przestrzeni liniowej jako moc jej dowolnej bazy. Tak określony wymiar przestrzeni liniowej nazywa się często wymiarem Hamela, w odróżnieniu od innych pojęć wymiaru stosowanych w matematyce.
Przestrzeń, która ma bazę skończoną nazywana jest przestrzenią skończeniewymiarową, w przeciwnym wypadku mówimy o przestrzeni nieskończenie wymiarowej. Nieskończenie wymiarowe przestrzenie Banacha mają wymiar Hamela co najmniej continuum

## Przestrzenie euklidesowe
Dowolna przestrzeń kartezjańska jest z określenia skończenie wymiarowa. Jej baza złożona z wektorów {\displaystyle (1,0,0,\dots ,0),(0,1,0,\dots ,0),\dots ,(0,0,0,\dots ,1)} nazywana jest bazą kanoniczną lub standardową. Układ współrzędnych dowolnego wektora {\displaystyle v=(v_{1},v_{2},\dots ,v_{n})} w bazie kanonicznej pokrywa się z jego współrzędnymi w sensie przestrzeni euklidesowej.

### Orientacja bazy
Dwie bazy uporządkowane w rzeczywistej przestrzeni liniowej są nazywane zgodnie zorientowanymi, jeśli macierz przejścia między od jednej bazy do drugiej ma dodatni wyznacznik. Bazy które nie są zgodnie zorientowane, nazywane są bazami o przeciwnej orientacji.